# Frank Heibert

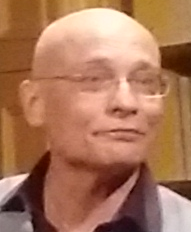
Frank Heibert (2019).

Frank Heibert (* 14. November 1960 in Essen) ist ein deutscher Übersetzer, Autor und Musiker.

## Leben
Frank Heibert wurde 1960 in Essen geboren und lebt heute in Berlin. Nach seinem Studium der Romanistik und Germanistik in Berlin, Rom und Paris gründete er 1990 in Berlin zusammen mit Thomas Brovot den Zebra-Literaturverlag, den er bis 1995 leitete. 
Er schrieb mit Gad Beck Und Gad ging zu David. Die Erinnerungen des Gad Beck 1923 bis 1945, das er in 1995 publizierte in seinem Zebra Literaturverlag.
Heibert ist tätig als Projektleiter und Moderator von Literaturveranstaltungen, hält Seminare zu Übersetzungsfragen, schreibt Literaturrezensionen und veranstaltet Lesungen seiner Übersetzungen.
Seit 1983 übersetzt er Literatur aus dem Englischen, Französischen, Italienischen und Portugiesischen.
Neben Theaterstücken wurden auch Werke von Boris Vian, Alfred Jarry, Marie Darrieussecq, Tony Kushner, Nicky Silver, Don DeLillo, Lorrie Moore, Tristan Egolf, Tobias Wolff, Yasmina Reza und Jorge de Sena von ihm ins Deutsche übertragen. Im Jahr 2012 erhielt Heibert für seine Übersetzungen den Heinrich Maria Ledig-Rowohlt-Preis, 2016 den Helmut-M.-Braem-Übersetzerpreis.
2006 erschien sein erster Roman Kombizangen und das Jazz-Album The Best Thing on Four Feet zusammen mit seiner Jazz-Combo Finkophon Unlimited. Im Wintersemester 2015/2016 hielt er die August Wilhelm von Schlegel-Gastprofessur an der FU Berlin.
Im Jahr 2021 wurden Heibert und seine Kollegin Sonja Finck für die Übersetzung von Louis-Karl Picard-Siouis Kurzgeschichtenband Der große Absturz. Stories aus Kitchike für den Preis der Leipziger Buchmesse nominiert.
Er ist Mitglied im PEN-Zentrum Deutschland, Mitgründer des PEN Berlin und im Verband deutschsprachiger Übersetzer literarischer und wissenschaftlicher Werke, VdÜ.
Heibert ist seit 2018 mit dem Übersetzer Hinrich Schmidt-Henkel verheiratet.

## Preise und Auszeichnungen
- 2013–2015 Hieronymusring, gestiftet vom Verband deutschsprachiger Übersetzer literarischer und wissenschaftlicher Werke, VdÜ. Er gab den Wanderpreis weiter an Miriam Mandelkow.
- 2015/2016 (Wintersemester) August-Wilhelm-Schlegel-Gastprofessur an der FU Berlin[6]
- 2016: Helmut-M.-Braem-Übersetzerpreis für sein übersetzerisches Gesamtwerk
  - Preisrede von Elisabeth Ruge zum Helmut-M.-Braem-Preis, Vollversion; im Anschluss Dankesrede Heiberts.- Leicht gekürzt auch in Zs. Übersetzen, 2, 2016
- 2017: Straelener Übersetzerpreis der Kunststiftung NRW, zusammen mit Hinrich Schmidt-Henkel, für ihre Neuübersetzung von Raymond Queneaus Stilübungen und zugleich für das übersetzerische Lebenswerk beider. Laudatio, online, vollständig; Print (Auszug): Übersetzen, 2, 2017. Von Rebekka Kricheldorf.

## Werke (außer Übersetzungen)
- Das Wortspiel als Stilmittel und seine Übersetzung. Am Beispiel von sieben Übersetzungen des „Ulysses“ von James Joyce. Kodikas, Tübingen 1993
- Kombizangen. Hoffmann & Campe, Hamburg 2006, ISBN 3-455-40015-9
- Übersetzen zwischen Bauch und Kopf. In: Helga Pfetsch (Hrsg.): Souveräne Brückenbauer. 60 Jahre Verband der Literaturübersetzer VdÜ. Sonderheft Sprache im technischen Zeitalter SpritZ. Böhlau, Köln 2014, ISBN 978-3-412-22284-0, S. 307–315
- The Quality Approach. "What works? Strength in Canada’s diversity". Volltext, engl., 2. August 2018. Interview zur Frankfurter Buchmesse 2020, Anforderungen auf dem deutschsprachigen Buchmarkt

## Übersetzungen (Auswahl)

### Aus dem Englischen
Romane und Erzählungen
Raymond Chandler
- Der große Schlaf. Nachwort Donna Leon. Diogenes, Zürich 2019

William Faulkner, USA:
- Schall und Wahn. Roman. Rowohlt, 2014 (Original 1929)

Tobias Wolff, USA:
- Das Herz ist ein dunkler Wald. Roman. Piper, Heyne TB, 1990; wieder u. d. Titel Das Blaue vom Himmel. Rogner & Bernhard 1997; rororo TB (Original 1989)
- Der Kasernendieb und andere Erzählungen. Piper, 1992; Heyne TB (Originale 1983, 1984, 1990)
- In der Armee des Pharaos. Roman. Rogner & Bernhard, 1996 (Original 1994)
- mit Ulrich Blumenbach: Die entscheidende Nacht. Erzählungen, Rogner & Bernhard, 1998 (Original 1996)
- Die Rache meiner Mutter. Erzählung, Anthologie „Wie die Zeit vergeht“, Piper, 2000
- Alte Schule. Roman. Berlin Verlag, 2005 (Original 2003)
- Unsere Geschichte beginnt. Erzählungen. Berlin Verlag, 2011, ISBN 978-3-8270-0852-7 (Original 2008)
- Der Kasernendieb. Novelle. Kampa, Zürich 2019 (The Barracks Thief)

Jim Grimsley, USA:
- Wintervögel. Roman. zebra/Edition diá, 1992 (Übers. zus. mit Thomas Brovot, Original 1984/1994)
- Das Leben zwischen den Sternen. Roman. zebra/Edition diá, 1993, Fischer-TB (Original 1993)
- Dream Boy. Roman. Fischer-TB, 1997 (Original 1995)
- Ellens Geschichte. Roman. Fischer-TB, 2000 (Original 1997)

Don DeLillo, USA:
- Unterwelt. Roman. Kiepenheuer & Witsch K & W, Köln 1998, ISBN 3-462-02736-0 (Underworld)
- Körperzeit. Roman. K & W, 2001, ISBN 3-442-46291-6 (The Body Artist)
- Cosmopolis. Roman. K & W, 2003, ISBN 3-462-04437-0 (Original 2003)
- Falling Man. Roman. K & W, 2007, ISBN 978-3-442-46631-3 (Original 2007)
- Der Omega-Punkt. Roman. K & W, 2010, ISBN 978-3-462-04192-7 (Point Omega)
- Der Engel Esmeralda – Neun Erzählungen. K & W, 2012, ISBN 978-3-462-04458-4 (The Angel Esmeralda 2011).
- Null K. Roman. K & W, Köln 2016, ISBN 978-3-462-04945-9 (Zero K.)
- Die Stille. Roman. K & W, Köln 2020, ISBN 978-3-462-00128-0 (The Silence)

Elena Lappin, England:
- Fremde Bräute. Erzählungen. K & W, 1999 (Original 1999)
- Natashas Nase. Roman. K & W, 2001 (Original 2000)

Tristan Egolf, USA:
- Monument für John Kaltenbrunner. Roman. Suhrkamp, 2000 (Original 1998)
- Ich & Louise. Roman. Suhrkamp, 2003
- Kornwolf. (Originaltitel), Roman, Suhrkamp, 2007 (Original 2006)

George Saunders, USA:
- Pastoralien. Erzählungen. Berlin Verlag, 2002 (Original 2000)
- Die furchtbar hartnäckigen Gapper von Frip, Kinderbuch. Bloomsbury, Berlin 2004; als Hörspiel 2006
- Zehnter Dezember. Stories. (Tenth of December) Luchterhand, München 2014
- Lincoln im Bardo, Roman. Luchterhand, 2018 (Original 2017)
- Fuchs 8. (Fox 8: A Story) Luchterhand, München 2019

Mark Twain, USA:
- Eine Bluttat, ein Betrug und ein Bund fürs Leben. Erzählung (2001 entdeckt, zuvor unpubl.) Manesse, 2001 (Original 1873)

Amos Oz, Israel:
- Allein das Meer. Roman. Suhrkamp, 2002. (hebräisches Original 1999, englische Übersetzung von Nicholas de Lange. Chatto & Windus, 2001)

Richard Ford, USA:
- Eine Vielzahl von Sünden. Erzählungen. Berlin Verlag, 2002 (Original 2001)
- Die Lage des Landes. Roman. Berlin Verlag, 2007 (Original 2006)
- Kanada. Roman. Carl Hanser Verlag, München 2012
- Frank. 4 Kurzromane. Hanser, München 2015, ISBN 978-3-446-24923-3 („Let Me Be Frank With You“)
- Zwischen ihnen. Erinnerungen an die Eltern. Hanser Berlin, 2017
- Irische Passagiere. Hanser Berlin, 2020

Gary Shteyngart:
- mit Christiane Buchner: Handbuch für den russischen Debütanten. Berliner Taschenbuch Verlag, Berlin 2005 (The Russian debutante’s handbook)

Theaterstücke
Tony Kushner, USA (Hunzinger, S. Fischer):
- Engel in Amerika, Teil I: Die Jahrtausendwende naht. 1992, auch in Theater heute 1, 1993 und Spectaculum/Suhrkamp
- Engel in Amerika, Teil 2: Perestroika. 1994
- Slawen! 1994, auch in Spectaculum/Suhrkamp, 1995
- Der Dibbuk. nach An-Ski. 1995
- Die Illusion. nach Corneille, 1996/97
- Homebody/Kabul. 2002 (jetzt alle Stücke bei S. Fischer)

Don DeLillo, USA (S. Fischer):
- Der Tagesraum. 1995
- Valparaiso. Theater heute, 10, 1999 und als Buch bei K & W, 2000
- Gott der Träume. K & W 2007, ISBN 978-3-462-03921-4 (Original Love-Lies-Bleeding: A Play 2005)

Neil LaBute, USA (Rowohlt):
- Bash! 2000
- Einordnen - Ausflug - Land der Toten. (Drei Kurzstücke) 2002
- Tag der Gnade. 2003
- Weit von hier. 2003
- Autobahn. 2004
- Fettes Schwein. 2005

George F. Walker, Kanada (Pegasus):
- Nur für Erwachsene. 2002
- Problemkind. 2002
- Genie und Verbrechen. 2002
- Loretta! 2002
- Das Ende der Zivilisation. 2002
- Risiko. 2002
- Heaven. 2002
- Tough. 2003

### Aus dem Französischen
Romane und Erzählungen
Louis-Karl Picard-Sioui, Kanada (gemeinsam mit Sonja Finck):
- Der große Absturz. Stories aus Kitchike. Secession Verlag für Literatur, Zürich 2020, ISBN 978-3-906910-95-6.

Boris Vian:
- Faule Zeiten. Erzählungen, übers. zus. mit Klaus Völker u. a. Zweitausendeins, 1983 (Orig. 1944–1950), Wagenbach-TB
- Liebe ist blind. Erzählungen, übers. zus. mit Klaus Völker u. a. Zweitausendeins, 1983 (Orig. 1944–1950), Wagenbach-TB
- Der Kommissar und die Grüne Pantherin. Schriften, übers. zus. mit Klaus Völker u. a. Zweitausendeins, 1984
- Jedem seine Schlange. Lieder, Libretti und Glossen, übers. zus. mit Klaus Völker u. a. Zweitausendeins, 1985
- Ich möchte nicht krepieren. Gedichte, Lieder und Texte, übers. zus. mit Klaus Völker u. a. Zweitausendeins, 1985
- Die Gischt der Tage. Wagenbach-Verlag, Berlin 2017

J.M.G. Le Clézio:
- Die Zeit vergeht nicht. Erzählung, für Anthologie Liebesgeschichten. Wagenbach 1996 (Orig. 1987)

Marie Darrieussecq:
- Schweinerei. Roman. Hanser, 1997 (Original 1996)
- Gespenster sehen. Roman. Hanser, 1999 (Original 1998), übers. zus. mit Hinrich Schmidt-Henkel
- Über die Wellen. Essay. Hanser, 1999 (Akzente), übers. zus. mit Hinrich Schmidt-Henkel
- Reise nach Tokio. Essay. Anthologie „Wie die Zeit vergeht“, Piper, 2000
- Le Mal de mer (Originaltitel), Roman. Hanser, 2004 (Original 1999)
- Das Baby. Roman. Hanser, 2004 (Original 2002)
- Unser Leben in den Wäldern. Roman. Secession, Zürich 2019 (Notre vie dans les forêts)
- mit Patricia Klobusiczky: Hiersein ist herrlich. Das Leben Paula Modersohn-Beckers. Secession, Zürich 2019

Yasmina Reza:
- mit Hinrich Schmidt-Henkel: Adam Haberberg. Roman. Hanser, München 2004
- Babylon. Roman. Hanser, 2017 (Babylone)

Raymond Queneau
- Zazie in der Metro. Roman. Neuübers., erstmals vollständig. Suhrkamp, 2019
- Neuübers., mit Hinrich Schmidt-Henkel: Stilübungen. (Exercises de style; gegenüber der dt. Erstausg. erw.) Suhrkamp, 2016

Theaterstücke
Philippe Minyana, Frankreich (Nyssen & Bansemer):
- Die Krieger. 1989
- Bestandsaufnahme. 1989
- Sechs Zellen. 1989

Pabé Mongo, Kamerun (WDR):
- Eine Profi-Arbeit. Hörspiel, 1994

Yasmina Reza:
- mit Hinrich Schmidt-Henkel: Ein spanisches Stück. Desch, 2004
- mit Hinrich Schmidt-Henkel: In Arthur Schopenhauers Schlitten. 2005, als Roman Hanser 2006
- Der Gott des Gemetzels. 2006

### Aus dem Italienischen
Romane und Erzählungen
Aldo Busi:
- Handbuch für den perfekten Gentleman. Roman. magnusbuch 1994 (Original 1992)

### Aus dem Portugiesischen
Romane und Erzählungen
Sérgio Sant’Anna, Brasilien:
- Amazone. Roman. zebra/Edition diá, 1992, Fischer-TB (Original 1986)
- Das kosmische Ei. Erzählungen. Suhrkamp, 1994 (Original 1991)
- Einsamer Mann auf einem Bahnhof. Erzählung. S. Fischer, 1994

Jorge de Sena, Portugal:
- Feuerzeichen. Roman. Suhrkamp 1997 (Original 1979)

### Aus dem Spanischen
Theaterstücke
Jaime Salom, Spanien (Desch):
- Das Komplott. 1998

## Jazz-Alben
- Frank Heibert & Finkophon Unlimited - The Best Thing on Four Feet, Laika Records 2006